# ابوالعباس محمد بن احمد
ابوالعبّاس محمد بن احمد بن محمد بن زکریا (؟ – ۹۱۱م/ ۲۹۸ق) داعی اسماعیلی در شمال آفریقا بود.

## زندگی
او در کوفهٔ عراق به دنیا آمد و همراه با برادر کوچکترش، ابوعبدالله شیعی، در کار دعوت آموزش دید. ابوالعباس فردی فرهیخته و از شیعهٔ امامی به مذهب اسماعیلی در جنوب عراق گرویده بود، و با فعالیت‌های متنوع دعوت اسماعیلی و رهبری مرکزی مخفی آن در سلمیه ارتباط داشت. همچنین نقش رابط بین سوریه و مصر را ایفا می‌کرد.
سپس همراه با امام زمان اسماعیلی، عبدالله المهدی، در سفر پرحادثه‌اش از سلمیه به مصر همراه شد. پس از آن، هنگامی که در مأموریتی مخفی نزد برادرش بود، دستگیر و در قیروان زندانی شد، اما در سال ۲۹۳ هجری/۹۰۶ میلادی آزاد گردید و تا سال ۲۹۶ هجری/۹۰۸ میلادی به طرابلس پناه برد. پس از سقوط حکومت اغالبه، ابوالعباس به برادرش در قیروان پیوست و با فقیهان سنی محلی دربارهٔ مسئلهٔ امامت درگیر شد.
برادرش او را به‌عنوان فرماندار قیروان منصوب کرد، هنگامی که خود برای آزادی امام اسماعیلی از زندان سجلماسه در سال ۲۹۶ هجری/۹۰۹ میلادی رهسپار آن‌جا شد. سرانجام، ابوالعباس و برادرش به دستور بنیان‌گذار خلافت فاطمی، به اتهام توطئه علیه او، اعدام شدند.